# The Bluebirds of Happiness Tried to Land on My Shoulder
The Bluebirds of Happiness Tried to Land on My Shoulder è il quinto album in studio long playing di Tobin Sprout, membro fondatore dei Guided by Voices; venne pubblicato nel 2010 sia in vinile che in CD negli Stati Uniti d'America dalla Moonflower Records.

## Tracce
Tutti i brani sono scritti da Tobin Sprout.
Lato A
1. Pretty- 2:48
2. She's on Mercury- 2:59
3. Apple of My Eye- 3:54
4. You Make My World Go Down- 2:45
5. Wedding Song- 3:40

Lato B
1. Soul Superman- 2:19
2. It's Just the Way- 3:19
3. Casubury Bridge- 3:55
4. Fix on the Races- 5:28
5. Field in May- 3:28

## Musicisti
- Steve Vermillion: basso

- Tobin Sprout: voce, basso, batteria, chitarra, tastiere, pianoforte

- Gary Vermillion: batteria